# Armando Bollana
Armando Bollana (Pola, 26 giugno 1920 – ...) è stato un calciatore italiano, di ruolo difensore.

## Carriera
Cresciuto nel Pola, inizia la carriera nel Molfetta; dopo una stagione in Serie C al Pavia, nella stagione 1946-1947 gioca 35 partite in Serie B nel Forlì, mentre l'anno seguente colleziona 33 presenze nella serie cadetta con il Crema, società in cui gioca anche nella stagione 1948-1949 in Serie C. Nella stagione 1949-1950 passa all'Arsenaltaranto, con cui gioca 34 partite in Serie B senza mai segnare; rimane con i rossoblu fino al 1952, giocando altre 8 partite in Serie C nell'arco di due stagioni.